# Ikitai
Ikitai è un film del 1999 diretto da Kaneto Shindō.

## Riconoscimenti
- 1999 - Festival di Mosca
  - San Giorgio d'Oro